# نورت اوماک، واشینگتن
نورت اوماک (به انگلیسی: North Omak) یک منطقهٔ مسکونی در ایالات متحده آمریکا است که در شهرستان اوکانوگان، واشینگتن واقع شده‌است. نورت اوماک ۶۸۸ نفر جمعیت دارد و ۴۱۵ متر بالاتر از سطح دریا واقع شده‌است.